# 그리스 농구 리그
그리스 농구 리그(Greek Basket League, GBL), 그리스 A1 농구 리그 또는 그리스 농구 챔피언십은 그리스의 제1티어 수준 프로 농구 리그이다. 그리스 농구 연맹(E.O.K.)의 법적 권한 하에 HEBA(그리스어: ΕΣΑΚΕ)가 운영한다.
그리스 리그 시스템의 최고 등급이다. GBL은 FIBA 규칙에 따라 플레이하며 현재 12개 팀으로 구성되어 있으며, 최하위 팀은 A2 바스켓 리그로 강등되고 해당 티어의 플레이오프 승자가 교체된다. 10월부터 6월까지 진행되며 정규 시즌 동안 각 팀은 22경기를 치르고 상위 8개 팀이 플레이오프에 진출한다. 최초의 공식 그리스 농구 선수권 대회는 1927-28 시즌에 열렸다. 리그는 1963-64 시즌에 처음으로 리그 팀이 전국 일정 형식으로 경기하는 대회를 개최했다. 리그는 1986-87 시즌에 처음으로 플레이오프 라운드를 개최했다. 리그는 1988-89 시즌에 처음으로 외국인(그리스인이 아닌) 선수를 허용했다. 리그는 1992-93 시즌에 완전한 프로 대회가 되었다.
리그는 리그 순위가 시작된 이후 항상 유럽 농구에서 상위 3~5위 수준의 국내 국내 리그 중 하나로 평가되어 왔다.